# Charlotte Ritchie
Charlotte Anne Ritchie (nascuda el 29 d'agost de 1989) és una actriu, cantant i compositora anglesa. És membre de la banda All Angels. Se la coneix pels seus papers com a Oregon a la comèdia del Channel 4 Fresh Meat, Hannah a Siblings i Barbara Gilbert al drama de la BBC Call the Midwife. També va protagonitzar les comèdies de situació Ghosts i Dead Pixels.
A partir de març de 2020 coprotagonitza la sèrie Feel Good, que s'emet a Netflix.

## Educació i vida primerenca
Es va formar a la James Allen's Girls' School a Dulwich, South London i es va formar part del Youth Music Theatre UK per la seva producció Red Hunter el 2005. Va acabar un grau en anglès i Teatre a la Universitat de Bristol mentre enregistrava Fresh Meat.

## Carrera
El 2004 va interpretar un paper principal al curtmetratge The Open Doors, amb en Michael Sheen. Va aparèixer com a extra sense figurar als crèdits a la pel·lícula de 2005, Harry Potter i el calze de foc. També va aparèixer a The Pierglass al Young Pleasance Theatre l'agost de 2006, al Festival d'Edimburgh.
Va ser presentadora de Boomerang i va actuar amb els All Angels en un episodi d'Emmerdale. També va interpretar l'Emily Owen, una veïna al programa de la BBC Life of Riley.
De 2011 a 2016, va fer el paper d'Oregon a la comèdia del Channel 4 Fresh Meat.
Va coprotagonitzar amb en Tom Stourton la comèdia de situació de la BBC Tres Siblings.
L'any 2015 es va afegir al repartiment del drama d'època Call the Midwife, on interpretava l'infermera Barbara Gilbert (Hereward) fins al març del 2018, quan va decidir abandonar el programa.
El 2016 va aparèixer en la producció de Noel Covard Private Lives, fent el paper de la Sibyl Chase.
El dia d'Any Nou de 2019 va tenir el paper convidat principal a l'episodi de Doctor Who «Resolution».
L'any 2019, va interpretar el paper d'Alison en Ghosts, una comèdia de situació de la BBC, i el d'Alison a Dead Pixels.

## Filmografia
| Any  | Pel·lícula                        | Funció                    | Notes               |
| ---- | --------------------------------- | ------------------------- | ------------------- |
| 2004 | The Open Doors                    | Vera                      |                     |
| 2005 | Harry Potter i el calze de Foc    | Estudiant                 | Extra sense crèdits |
| 2013 | Jolene: The Indie Folk Star Movie | Jolene                    |                     |
| 2014 | The Portrait                      | Eva Burrell               |                     |
| 2016 | Time Traveller's Support Group    | Lina                      |                     |
| 2018 | Careful How You Go                |                           | Curtmetratge        |
| 2018 | Man of the Hour                   | Gemma                     | Curtmetratge        |
| 2018 | MatchBox                          | Imogen                    | Curtmetratge        |
| 2019 | Capital                           | Charlotte Quince-Wheatley | Curtmetratge        |

## Televisió
| Any       | Programa                                    | Funció                     | Notes                             |
| --------- | ------------------------------------------- | -------------------------- | --------------------------------- |
| 2009      | Life of Riley                               | Emily Owen                 |                                   |
| 2011–2016 | Fresh Meat                                  | Melissa "Oregon" Shawcross | Protagonista; 30 episodis         |
| 2012      | Doctors                                     | Becky Foley                | 2 episodis                        |
| 2014–2016 | Siblings                                    | Hannah                     | Protagonista                      |
| 2014–2016 | Dreamfall Chapters                          | Zoë Castillo               | Protagonista; vídeojoc d'episodis |
| 2014      | This Thing called Love                      | Alice Barber               |                                   |
| 2015–2018 | Call the Midwife                            | Infermera Barbara Gilbert  | Protagonista: sèrie 4–7           |
| 2016      | Raised by Wolves                            | Ruby                       | 3 episodis                        |
| 2016      | Eddie Izzard: Marathon Man for Sport Relief | Narradora                  |                                   |
| 2019      | Doctor Who                                  | Lin                        | 1 episodi, "Resolució"            |
| 2019      | Death in Paradise                           | Iris Shephard              | 1 episodi                         |
| 2019      | Dead Pixels                                 | Alison                     | 6 episodis                        |
| 2019      | Ghosts                                      | Alison                     | Protagonista; 6 episodis          |
| 2019      | Stath Lets Flats                            | Harriet                    | 1 episodi                         |
| 2020      | McDonald &amp; Dodds                        | Sgt Irene Ross             | Sèrie 1, Episodi 2                |
| 2020      | Feel Good                                   | George                     | 6 episo dis                       |